# Chaetodon auriga
A borboleta-de-barbatana-filamentosa (Chaetodon auriga) é uma espécie da família Chaetodontidae.

## Distribuição
Chaetodon auriga é encontrado na região Indo-Pacífico, desde o Mar Vermelho e da África Oriental (sul de Mossel Bay, África do Sul) até o Arquipélago do Havaí, Arquipélago das Marquesas e da Ilha Ducie, do norte ao sul do Japão, sul da Ilha de Lord Howe e Rapa Iti, nas profundezas de 1–35 metros.